# Stade Olympique de Chamonix
O Stade Olympique de Chamonix é um estádio de hipismo de Chamonix, na França. Foi o palco das cerimônias de abertura e encerramento dos Jogos Olímpicos de Inverno de 1924. O estádio tem capacidade para 45.000 pessoas.
Predefinição:Instalações olímpicas do esqui cross-country
Predefinição:Instalações olímpicas do hóquei no gelo
Predefinição:Instalações olímpicas da patinação artística
Predefinição:Instalações olímpicas da patinação de velocidade